# Karl Theodor Reinhold

Karl Theodor Reinhold

Karl Theodor Reinhold (* 18. Mai 1849 in Vlotho; † 13. November 1901 in Charlottenburg) war ein deutscher Politiker, Volks- und Staatswissenschaftler.

## Leben
Er war der Sohn des Amtsgerichtsrats Friedrich Wilhelm Reinhold (geb. 1810 in Gütersloh; gest. 1874 in Vlotho) und seiner Frau Ottilie Pauline Caroline Stemler (geb. 1824 in Minden). Karl Theodor Reinhold war der Großonkel von Hans-Werner Schlipköter, einem der Väter der Umweltmedizin in Deutschland. Nach dem Besuch der Gymnasien in Gütersloh und Soest studierte er Rechtswissenschaften und Philologie in Tübingen, München, Berlin und Göttingen. Er war später Amtsrichter in Barmen und Amtsgerichtsrat. Die Ernennung zum Landgerichtsdirektor in Köln lehnte er ab.
Er vertrat von 1886 bis 1888 den Wahlkreis Lennep-Solingen im Preußischen Abgeordnetenhaus. Außerdem war er in der siebten Wahlperiode ab 1887 Mitglied des Reichstages. Dort vertrat er den Wahlkreis Altena-Iserlohn. Er gehörte der nationalliberalen Partei an.
Daneben verfasste er politische und volkswirtschaftliche Aufsätze und Broschüren. Im Jahr 1883 erschien „Das deutsche Volkstum und seine Zukunft“. Im Jahre 1884 war seine Schrift „Bismarck als Reformator des deutschen Geistes“ erschienen. Darin sprach er sich für eine staatliche Tätigkeit zur Lösung der sozialen Frage aus. „Die Vertheilung auf vielen Schultern, die Solidarität der Opfer und der Hülfe, die straffe Organisation der kärglich zugemessenen Hülfsmittel – das ist der spezifische Staatsgedanke, welcher unserer in materieller Dürftigkeit und staatlich-ethnographischer Zerrissenheit kraftloses Volk allein retten kann.“ Die staatliche Tätigkeit zur Lösung der sozialen Frage bezeichnete er als Nationalsozialismus. Im Jahr 1889 erschien sein Werk „Die bewegenden Kräfte der Volkswirtschaft“.
Im Jahr 1897 wurde er an der Universität in Berlin zum außerordentlichen Professor für Staatswissenschaften ernannt. Ziel war es, den Einfluss der Kathedersozialisten zurückzudrängen. Obwohl früher selbst den Kathedersozialisten zugehörig, wandte er sich von diesen ab. Im Übrigen war er überzeugt, dass die Kathedersozialisten den Manchesterliberalismus nicht auf Dauer zurückgedrängt hätten. Er warnte vor überhandnehmendem Individualismus und sah durch die Zersplitterung der Einzelinteressen die Gesellschaft bedroht. Stattdessen trat er für partnerschaftliche Modelle ein.
Der spätere Reichskanzler Gustav Stresemann wurde im Bereich Nationalökonomie wesentlich von Karl Theodor Reinhold geprägt.
Karl Theodor Reinhold starb 1901 im Alter von 52 Jahren in seiner Wohnung in der Tauenzienstraße 20 in Charlottenburg. Beigesetzt wurde er auf dem Kaiser-Wilhelm-Gedächtnis-Friedhof in Charlottenburg (heutiger Ortsteil Berlin-Westend). Das Grab ist nicht erhalten.